# Inatès
Inatès ou I-n-Atès est une localité et une commune rurale du Niger, du département d'Ayérou, au nord de la région de Tillaberi.

## Géographie
La localité est située à proximité de la frontière entre le Mali et le Niger.
| Ouatagouna ( Mali) | Ouatagouna ( Mali) | Ménaka ( Mali) |
| Ayorou             | Inatès             | Tondikiwindi   |
| Dessa              | Anzourou           |                |

## Histoire
La commune rurale d’Inatès est instaurée en 2002, elle est issue du canton d’Ayorou partagé entre les communes d’Inatès et d’Ayérou.

## Population
Lors du recensement général de 2012, la population communale est relevée à 23 503 habitants. La localité compte 741 habitants en 2012.

## Économie
La commune est située dans la zone de transition entre agropastoralisme au Sud et pastoralisme au Nord.